# NGC 5617
NGC 5617 (другие обозначения — OCL 919, ESO 134-SC4) — рассеянное скопление в созвездии Центавра.
Этот объект входит в число перечисленных в оригинальной редакции «Нового общего каталога».
Величина межзвёздного покраснения в цвете B−V составляет 0,48 ± 0,02m. Возраст скопления, по разным данным, от 70 до 80 млн лет. Расстояние от Солнца 2,05 ± 0,2 килопарсек